# Rozjava
Rozjava (ryska: Рожава) är ett vattendrag i Belarus. Det ligger i den sydöstra delen av landet, 300 km sydost om huvudstaden Minsk.
I omgivningarna runt Rozjava växer i huvudsak blandskog. Runt Rozjava är det mycket glesbefolkat, med 7 invånare per kvadratkilometer.